# Matt Hughes (écrivain)
Pour les articles homonymes, voir Hughes.
Pour le pratiquant américain d'arts martiaux mixtes, voir Matt Hughes.
Œuvres principales
- Cycle de l'Archonat

Matthew Hughes, né Matt Hughes le 27 mai 1949 à Liverpool, est un écrivain canadien de science-fiction et de fantasy.
Il a écrit sous son nom de naissance et son diminutif, mais aussi sous le pseudonyme de Hugh Matthews.

## Œuvres

### Univers de l'Archonat

#### SérieCycle de l'Archonat
1. Le Brillion noir, L'Atalante, coll. « La Dentelle du cygne », 2008 ((en) Black Brillion, 2004), trad. Patrick Dusoulier, 320 p.  (ISBN 978-2-84172-408-6)
2. Majestrum, L'Atalante, coll. « La Dentelle du cygne », 2009 ((en) Majestrum, 2006), trad. Patrick Dusoulier, 336 p.  (ISBN 978-2-84172-454-3)
3. (en) The Spiral Labyrinth, 2007
4. (en) Hespira, 2009

#### Recueils de nouvelles
- (en) The Gist Hunter and Other Stories, 2005
- (en) Tales of Henghis Hapthorn, 2013
- (en) Tales of Raffalon, 2017
- (en) Forays of a Fat Man, 2019

### SérieTo Hell and Back
1. (en) The Damned Busters, 2011
2. (en) Costume Not Included, 2012
3. (en) Hell to Pay, 2013

### Romans indépendants
- (en) Paroxysm, 2013
- (en) One More Kill, 2018
- (en) A God in Chains, 2019
- (en) What the Wind Brings, 2019
- (en) Baldemar, 2022

### Recueils de nouvelles indépendants
- (en) Devil or Angel & Other Stories, 2015
- (en) Mixed Bag: A Miscellany of Stories, 2022

### Nouvelles parues en français
- L'Auberge des sept bénédictions, 2018 ((en) The Inn of the Seven Blessings, 2014)Parue dans l'anthologie Vauriens composée par Gardner R. Dozois et George R. R. Martin
- L'Épée de la Destinée, 2019 ((en) The Sword of Destiny, 2017)Parue dans l'anthologie Épées et Magie composée par Gardner R. Dozois